# A Tab in the Ocean
A Tab in the Ocean è il secondo album in studio del gruppo musicale inglese Nektar, pubblicato nel 1972.

## Tracce
Side 1
1. A Tab in the Ocean – 16:43

Side 2
1. Desolation Valley – 5:42
2. Waves – 2:30
3. Crying in the Dark – 6:28
4. King of Twilight – 4:16

## Formazione
- Roye Albrighton – chitarra, voce
- Mick Brockett – effetti
- Allan Freeman – tastiera, cori, Mellotron
- Ron Howden – batteria, percussioni, cori
- Derek "Mo" Moore – basso, voce